# Tourisme dans le Centre-Val de Loire

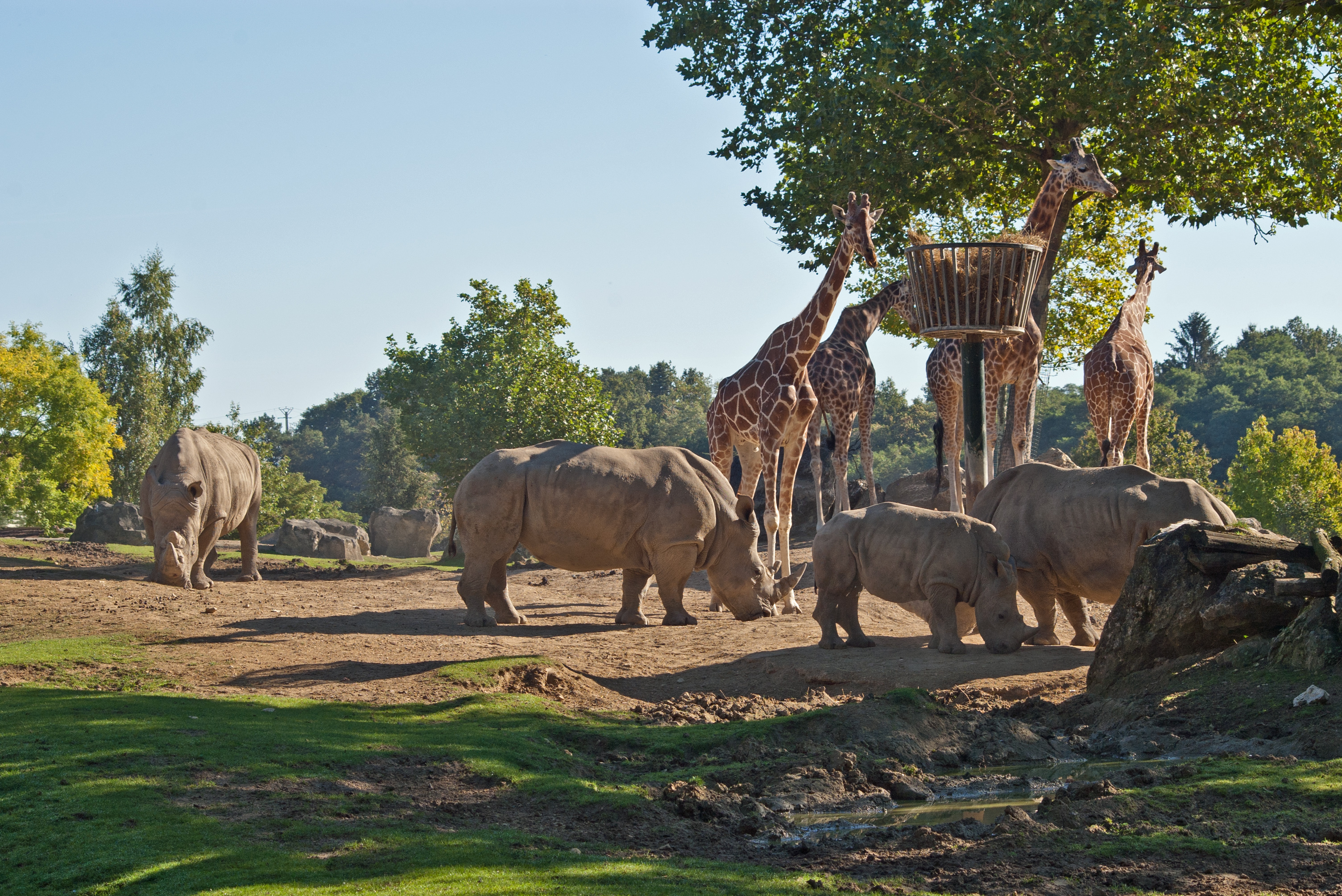
Zooparc de Beauval

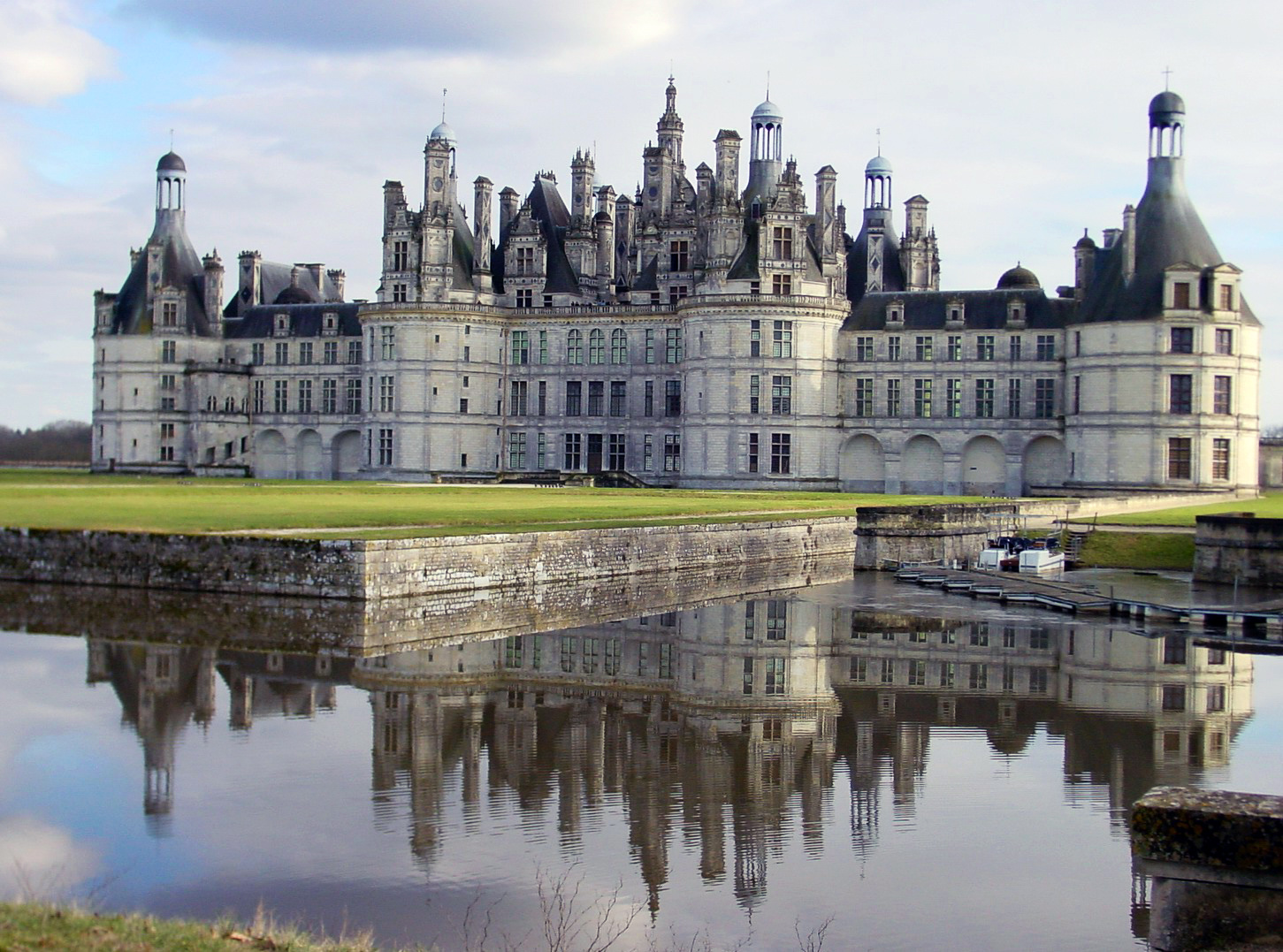
Château de Chambord

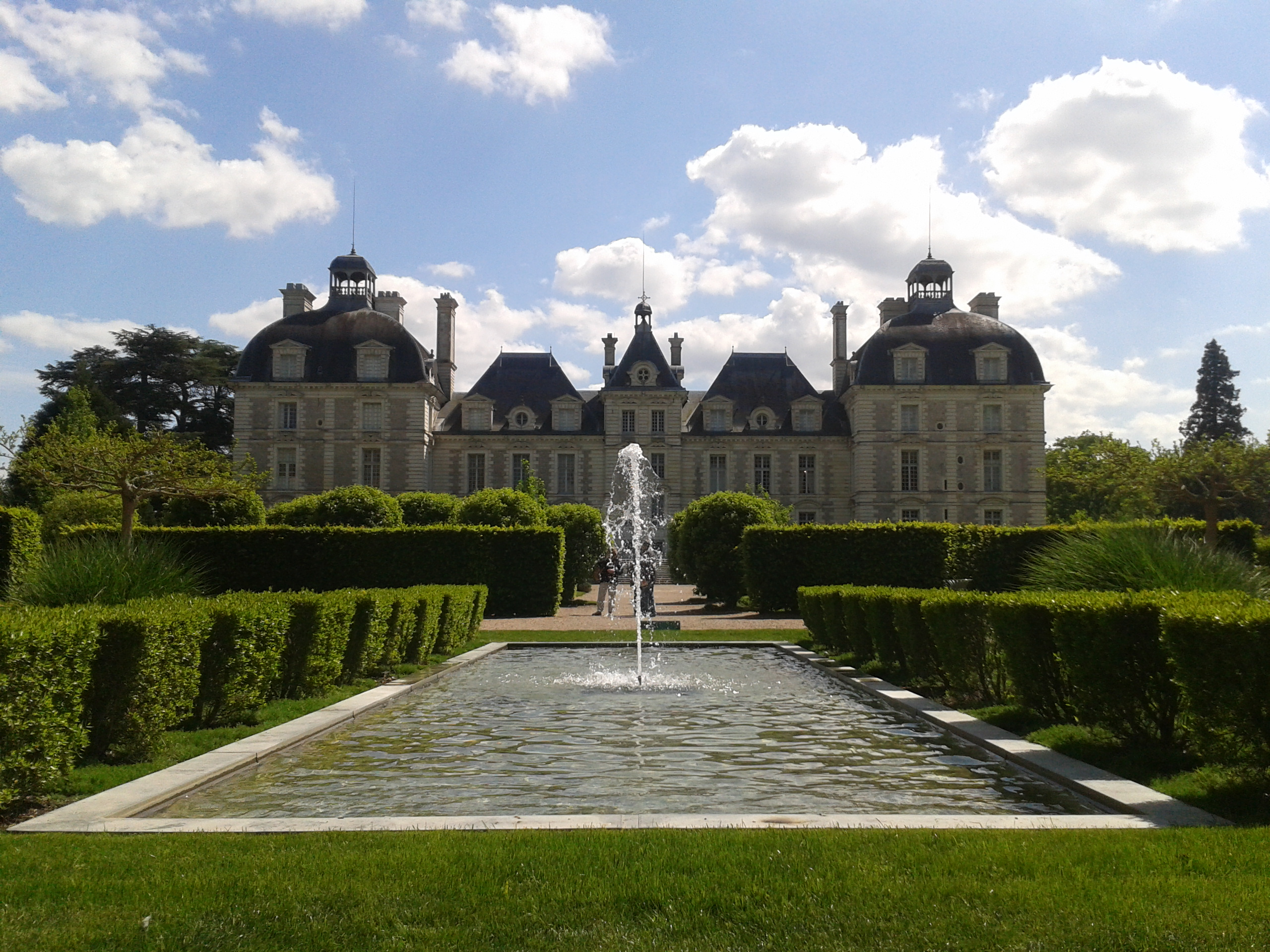
Château de Cheverny

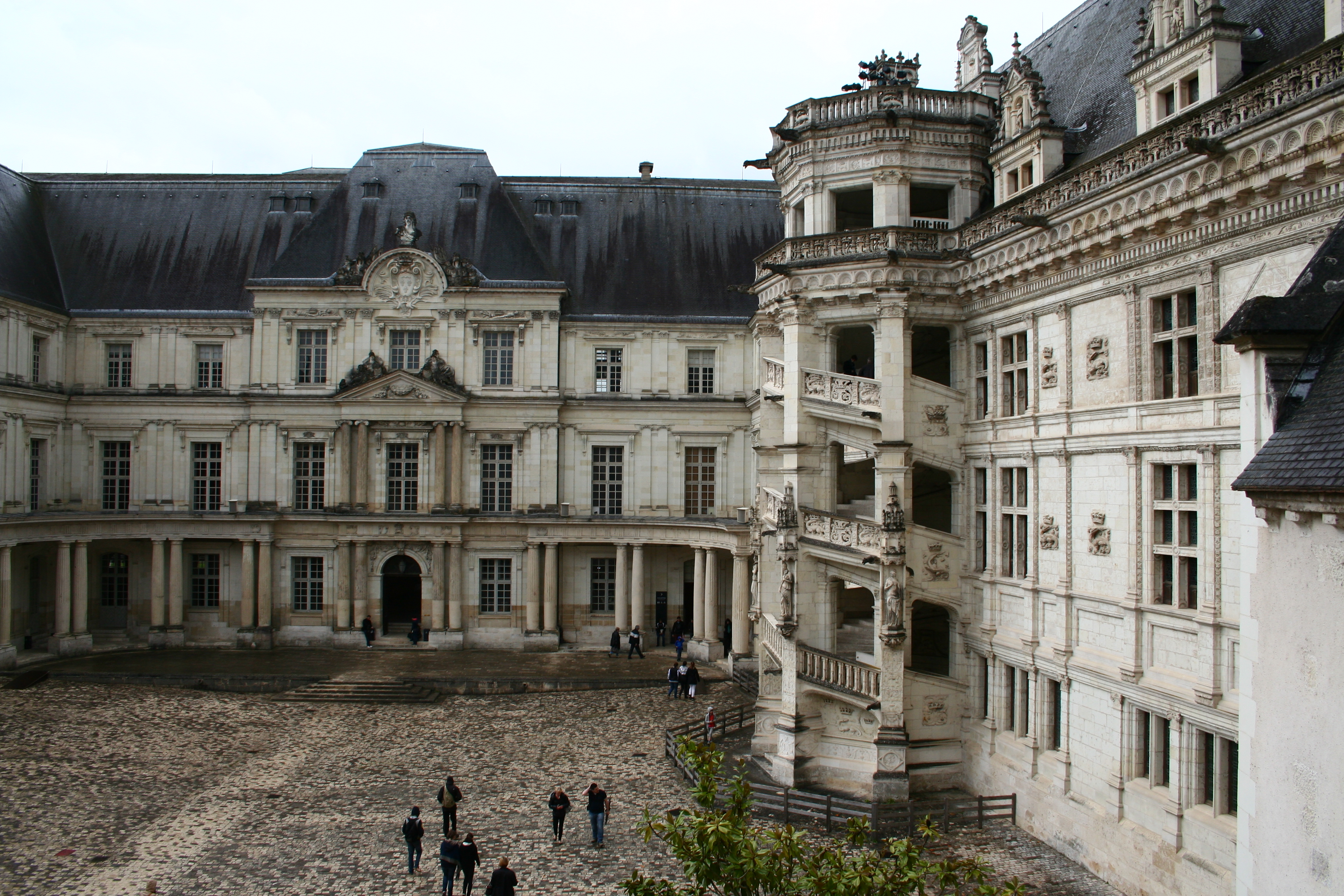
Château de Blois

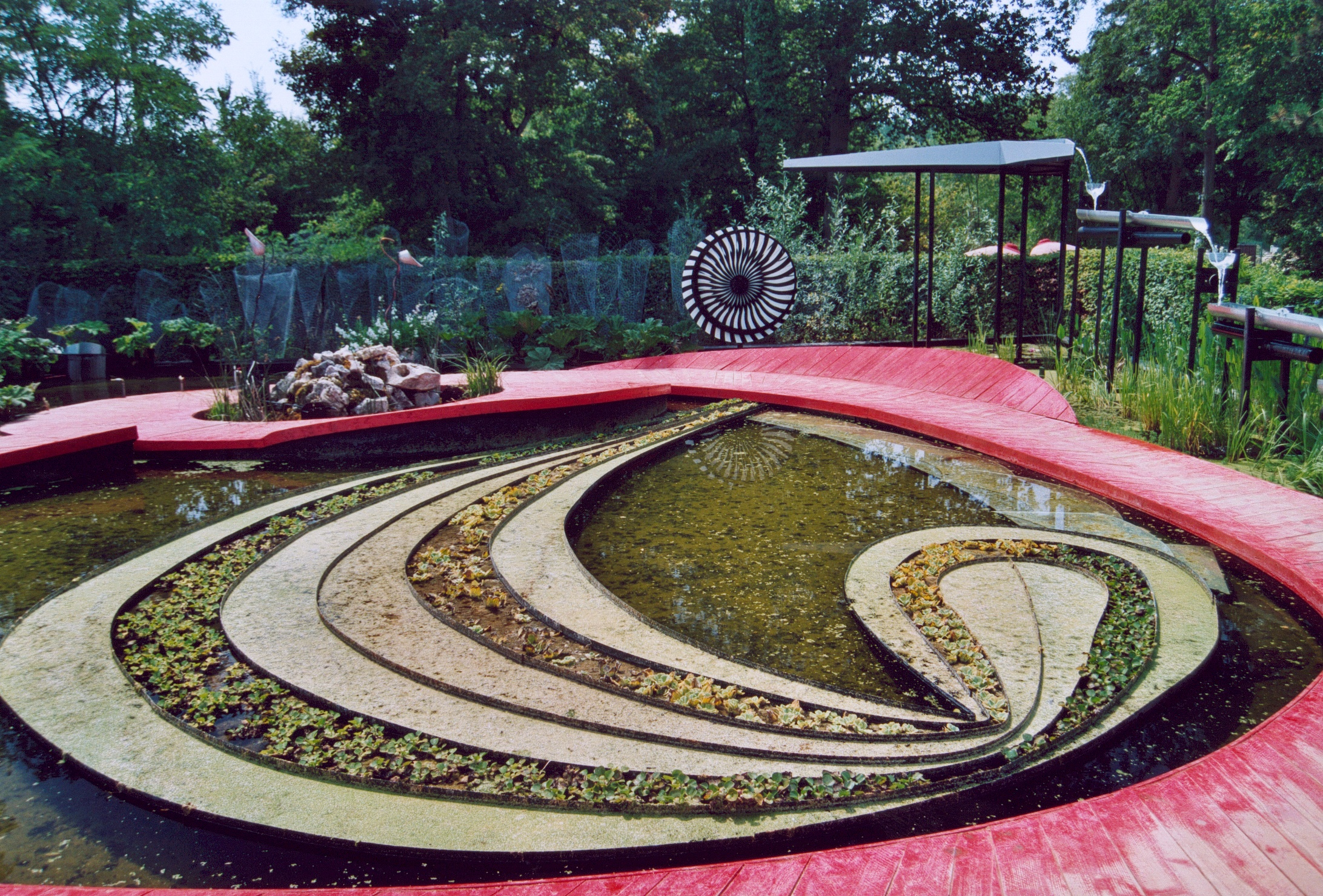
Festival des jardins de Chaumont-sur-Loire

Le tourisme en Centre-Val de Loire est dominé par la visite des châteaux de la Loire comme le montrent les chiffres de fréquentation. En 2013, sur les 8,9 millions de visiteurs recensés, plus de 4,3 millions se sont rendus dans l'un des 14 grands châteaux. Les trois quarts des entrées sont payantes avec une clientèle composée de touristes individuels à 80 % et de Français à 79 %. La part des étrangers est plus grande dans les châteaux, ceux-ci étant essentiellement originaires des pays voisins. 20 % des entrées se font au mois d'aout.
La liste ci-dessous regroupe les sites touristiques de la région du Centre-Val de Loire qui accueillent plus de 30 000 visiteurs par an. Sauf indication contraire, ces chiffres sont issus des enquêtes réalisées par le comité régional de tourisme auprès des exploitants qui n'incluent donc que les sites qui ont fourni une réponse et dont les données sont diffusables,. 
| Nom                                  | Commune                | Département    | 2006           | 2015             | Type     |
| ------------------------------------ | ---------------------- | -------------- | -------------- | ---------------- | -------- |
| Zooparc de Beauval                   | Saint-Aignan           | Loir-et-Cher   | 450 000        | 1 100 000        | Animaux  |
| Château de Chenonceau                | Chenonceaux            | Indre-et-Loire | 850 000        | ?                | Monument |
| Château de Chambord                  | Chambord               | Loir-et-Cher   | 658 977        | 783 350          | Monument |
| Château de Cheverny                  | Cheverny               | Loir-et-Cher   | ?              | 337 640          | Monument |
| Château d'Amboise                    | Amboise                | Indre-et-Loire | ?              | > 335 000 (2011) | Monument |
| Château du Clos Lucé                 | Amboise                | Indre-et-Loire | 220 000 (2001) | 335 000 (2011)   | Monument |
| Château de Villandry                 | Villandry              | Indre-et-Loire | 326 847        | ?                | Monument |
| Château de Blois                     | Blois                  | Loir-et-Cher   | 241 061        | 271 728          | Monument |
| Festival des jardins                 | Chaumont-sur-Loire     | Loir-et-Cher   | 183 103        | 240 786          | Jardin   |
| Château d'Azay-le-Rideau             | Azay-le-Rideau         | Indre-et-Loire | 253 831        | 213 495          | Monument |
| Château de Chaumont-sur-Loire        | Chaumont-sur-Loire     | Loir-et-Cher   | 87 514         | 161 782          | Monument |
| Forteresse de Chinon                 | Chinon                 | Indre-et-Loire | 93 497         | 137 054          | Monument |
| Parc de la Source                    | Orléans                | Loiret         | 131 437        | 107 732          | Jardin   |
| Château d'Ussé                       | Rigny-Ussé             | Indre-et-Loire | ?              | 104 500 (2014)   | Monument |
| Château de Langeais                  | Langeais               | Indre-et-Loire | 84 748         | 100 570          | Monument |
| Donjon et logis de Loches            | Loches                 | Indre-et-Loire | 69 198         | 97 920           | Monument |
| Maison de la Magie                   | Blois                  | Loir-et-Cher   | 65 555         | 97 242           | Musée    |
| Aquarium de Touraine                 | Lussault-sur-Loire     | Indre-et-Loire | ?              | 88 000           | Animaux  |
| Château de Valencay                  | Valencay               | Indre          | 87 472         | 85 531           | Monument |
| Château de Tours                     | Tours                  | Indre-et-Loire | 28 181         | 83 731           | Musée    |
| Maison des Vins                      | Cheverny               | Loir-et-Cher   | ?              | 81 126           | Musée    |
| Parc aquatique                       | Fontaine-Simon         | Eure-et-Loir   | 75 700         | ?                | Autres   |
| Maison du parc de la Brenne          | Rosnay                 | Indre          | 56 736         | 72 816           | Autres   |
| Château de Maintenon                 | Maintenon              | Eure-et-Loir   | 25 915         | 64 803           | Monument |
| Musée des Beaux-Arts                 | Tours                  | Indre-et-Loire | 46 943         | 63 904           | Musée    |
| Château de Sully-sur-Loire           | Sully-sur-Loire        | Loiret         | 34 625         | 63 138           | Monument |
| Oratoire carolingien                 | Germigny-des-Prés      | Loiret         | ?              | 59 337           | Religion |
| Société de vannerie                  | Villaines-les-Rochers  | Indre-et-Loire | 58 290         | ?                | Autres   |
| Cathédrale et crypte                 | Chartres               | Eure-et-Loir   | ?              | 57 003           | Religion |
| Parc Mini-Châteaux                   | Amboise                | Indre-et-Loire | 80 000 (1996)  | 57 000           | Autres   |
| Palais Jacques Cœur                  | Bourges                | Cher           | 35 023         | 54 714           | Monument |
| Musée des beaux-arts                 | Orléans                | Loiret         | 61 776         | 50 683           | Musée    |
| Conservatoire de l'agriculture       | Chartres               | Eure-et-Loir   | 48 000         | 48 000 (2013)    | Musée    |
| Réserve de la Haute-Touche           | Obterre                | Indre          | 36 368         | 46 858           | Animaux  |
| Château de la Ferté-Saint-Aubin      | La Ferté-Saint-Aubin   | Loiret         | 42 263         | 46 146           | Monument |
| Réserve de Beaumarchais              | Autrèche               | Indre-et-Loire | 34 285         | 43 979           | Animaux  |
| Château du Rivau                     | Lémeré                 | Indre-et-Loire | ?              | 43 961           | Monument |
| Musée d'histoire naturelle           | Tours                  | Indre-et-Loire | ?              | 43 421           | Musée    |
| Centre international du vitrail      | Chartres               | Eure-et-Loir   | 35 320         | 42 391           | Musée    |
| Museum de sciences naturelles        | Orléans                | Loiret         | 65 512         | 42 245           | Musée    |
| Donjon du Faucon noir                | Montbazon              | Indre-et-Loire | 0              | 41 550           | Monument |
| Musée du chocolat                    | Bracieux               | Loir-et-Cher   | ?              | 41 407           | Musée    |
| Almeria Parc                         | Salbris                | Loir-et-Cher   | ?              | 40 000           | Jardin   |
| Barques de Bonneval                  | Bonneval               | Eure-et-Loir   | ?              | 39 946           | Autres   |
| Caves champignonnières               | Bourré                 | Loir-et-Cher   | ?              | 39 200           | Autres   |
| Château de Chamerolles               | Chilleurs-aux-Bois     | Loiret         | 38 128         | 38 577           | Monument |
| Centre de céramique contemporaine    | Henrichemont           | Cher           | 0              | 36 560           | Musée    |
| Grottes du Foulon                    | Chateaudun             | Eure-et-Loir   | ?              | 36 317           | Autres   |
| Musée du compagnonnage               | Tours                  | Indre-et-Loire | 46 665         | 36 183           | Musée    |
| Abbaye de Noirlac                    | Bruère-Allichamps      | Cher           | 39 387         | 34 516 (2014)    | Autres   |
| Lulu Parc                            | Rochecorbon            | Indre-et-Loire | 33 408         | ?                | Autres   |
| Musée de la sorcellerie              | Blancafort             | Cher           | 36 362         | 32 961 (2014)    | Musée    |
| Tour et crypte de la cathédrale      | Bourges                | Cher           | 27 043         | 32 619           | Religion |
| Maison de George Sand                | Nohant-Vic             | Indre          | 34 155         | 30 914           | Monument |
| Château de Meung-sur-Loire           | Meung-sur-Loire        | Loiret         | ?              | 30 898           | Monument |
| Parc floral d'Apremont               | Apremont-sur-Allier    | Cher           | 23 254         | 30 265           | Jardin   |
| Forêt domaniale de Loches            | Loches                 | Indre-et-Loire | ?              | 30 260           | Autres   |
| Conservatoire de la faune de Sologne | Ménestreau-en-Villette | Loiret         | 32 059         | 25 272           | Animaux  |
| Fantasy Forest                       | Mosnes                 | Indre-et-Loire | 45 685         | 0                | Autres   |